# باربارا فریس
باربارا فریس (انگلیسی: Barbara Ferris؛ زادهٔ ۲۷ ژوئیهٔ ۱۹۴۲) یک هنرپیشه، و مانکن (فرد) اهل بریتانیا است. وی بین سال‌های ۱۹۵۸ تا ۱۹۹۰ میلادی فعالیت می‌کرد.
از فیلم‌ها یا برنامه‌های تلویزیونی که وی در آن نقش داشته است می‌توان به فاصله و گروه کر عدم تأیید اشاره کرد.